# 海藍伯
海藍伯，13世纪初克烈部的康里人，世代为康里贵族。
海藍伯曾事奉克烈首领王汗。王汗灭亡后，于是弃家跟随数千骑向西北逃奔。铁木真派人招他回来，他拒绝：「之前我和你都事奉王汗，现在王汗灭亡，不忍改事他人。」于是离去，后不知去向。十个儿子都被铁木真所俘虏，其中，燕真最小。

## 家族
- 海藍伯
  - 儿子：燕真
    - 孙子：不忽木
      - 曾孙：康里回回
      - 曾孙：康里巎巎